# César Ortiz Puentenueva
César Ortiz Puentenueva (Gálvez, Toledo, 30 de enero de 1989) es un futbolista español. Juega de defensa y se encuentra retirado como futbolista. Su equipo actual es el Sporting de gálvez de la Segunda división autonómica.

## Trayectoria
César Ortiz Puentenueva se formó futbolísticamente, cuando tan solo era un niño, en el equipo de su pueblo hasta que el Atlético de Madrid se fijó en él después de que destacara en un torneo infantil celebrado en la vecina Villaseca de la Sagra.
Ya en las filas del conjunto colchonero, Ortiz pasó por todas las categorías inferiores del equipo madrileño siendo titular indiscutible en todas ellas y alcanzando la internacionalidad con las selecciones sub-15, sub-16, sub-17 y sub-19. En el Juvenil de División de Honor de su club, en donde estuvo dos años, ya dio muestras de su madurez, fortaleza por alto así como capacidad para salir con el balón jugado. Esto le llevó directamente al At. Madrid "B" de la Segunda División "B" sin pasar por el equipo de Tercera. En su primera campaña con el filial rojiblanco disputó 25 partidos siendo titular en casi todos ellos y llegando a estar convocado por el entonces técnico del primer equipo Javier Aguirre para un partido de UEFA ante el Panathinaikos en el que se perfilaba como parte del once inicial. Desafortunadamente para el jugador, horas antes del partido, su club se dio cuenta de que no había sido inscrito en competición europea en la lista de canteranos y tuvo que quedarse en la grada.
Al finalizar esa temporada (2007-2008), César fue convocado por la selección sub-19 para disputar el Campeonato de Europa celebrado en Praga; sin embargo, en el primer partido ante Alemania, un fuerte golpe en la pierna, que le provocó una fisura de peroné, lo mandó de forma anticipada a casa. Esta lesión, frenó ligeramente su progresión ya que le impidió hacer la pretemporada 2008-2009 con la primera plantilla tal y como estaba inicialmente previsto y, tras su recuperación, volvió al segundo equipo en donde ha sido titular indiscutible y ha ejercido en distintas ocasiones como capitán del mismo. En este último año también ha sido convocado por Abel Resino para algunos encuentros de liga del primer equipo aunque al final no ha llegado a debutar en la máxima categoría del fútbol español.
Quiénes le han visto jugar y sus antiguos técnicos lo comparan, salvando las distancias, con el exjugador del F.C. Barcelona y de la selección Carlos Puyol destacando de él su gran proyección, colocación, contundencia por alto, firmeza en la marca, rapidez y tranquilidad pasmosa en situaciones comprometidas. A pesar de ser un central típico al uso, Ortiz puede jugar de lateral derecho si las necesidades así lo requiriesen.

## Clubes
| Club                        | País    | Año           |
| --------------------------- | ------- | ------------- |
| Club Atlético de Madrid "B" | España  | 2004-2009     |
| Albacete Balompié           | España  | 2009          |
| Aris Salónica FC            | Grecia  | 2009          |
| Club Atlético de Madrid "B" | España  | 2010-2013     |
| FC Vaslui                   | Rumania | 2013-2014     |
| SC Rheindorf Altach         | Austria | 2014-2017     |
| SV Mattersburg              | Austria | 2017-2019     |
| CD Toledo                   | España  | 2019-presente |